# Roma (Lesotho)
Roma è tra le principali città del Lesotho.

## Geografia fisica
Situata nel distretto di Maseru a 35 km dalla capitale Maseru.

## Storia
Fu fondata da missionari cattolici nel 1860 in un'area abitata dai boscimani. È stata la prima missione cattolica in Lesotho.

## Infrastrutture e trasporti
La città è sede dell'Università Nazionale del Lesotho e dell'Ospedale Sant Joseph.